# Municipio de Chester (condado de Ottawa)
El municipio de Chester (en inglés: Chester Township) es un municipio ubicado en el condado de Ottawa en el estado estadounidense de Míchigan. En el año 2010 tenía una población de 2017 habitantes y una densidad poblacional de 21,74 personas por km².

## Geografía
El municipio de Chester se encuentra ubicado en las coordenadas 43°9′59″N 85°50′22″O / 43.16639, -85.83944. Según la Oficina del Censo de los Estados Unidos, el municipio tiene una superficie total de 92.77 km², de la cual 92,27 km² corresponden a tierra firme y (0,53 %) 0,49 km² es agua.

## Demografía
Según el censo de 2010, había 2017 personas residiendo en el municipio de Chester. La densidad de población era de 21,74 hab./km². De los 2017 habitantes, el municipio de Chester estaba compuesto por el 95,88 % blancos, el 0,35 % eran afroamericanos, el 0,5 % eran amerindios, el 0,3 % eran asiáticos, el 1,59 % eran de otras razas y el 1,39 % eran de una mezcla de razas. Del total de la población el 3,62 % eran hispanos o latinos de cualquier raza.